# Semuy
Semuy är en kommun i departementet Ardennes i regionen Grand Est (tidigare regionen Champagne-Ardenne) i nordöstra Frankrike. Kommunen ligger  i kantonen Attigny som ligger i arrondissementet Vouziers. År 2022 hade Semuy 87 invånare.

## Befolkningsutveckling
Antalet invånare i kommunen Semuy
Referens: INSEE